# Skype для бизнеса Server
Skype для бизнеса Server (ранее известен как Microsoft Lync Server и Microsoft Office Communication Server) — серверное программное обеспечение, предоставляющее предприятиям возможность обмена мгновенными сообщениями, состоянием о присутствии, систему аудио-, видео- и веб-конференций и корпоративную телефонную связь.

## Клиентское ПО и устройства
Родным клиентом является Skype для бизнеса. На данный момент существует версия для ОС семейства Windows. Кроме того, к серверу могут напрямую подключаться телефоны, разработанные не для него.

## Предыдущие версии
2015 — Skype for Business Server

2013 — Lync Server

2010 — Lync Server

2009 — Office Communications Server 2007 R2

2007 — Office Communications Server 2007

2006 — Live Communications Server 2005 c SP1

2005 — Live Communications Server 2005, кодовое имя Vienna

2003 — Live Communications Server 2003